# Claude de Rouvroy de Saint-Simon
Claude de Rouvroy (16 agosto 1607 – Parigi, 3 maggio 1693) fu uno dei favoriti del re Luigi XIII. Era fratello cadetto di Charles de Rouvroy, marchese di Saint-Simon (1601-1690).

## Biografia
Claude era figlio di Luigi II de Rouvroy detto "de Saint-Simon" e di sua moglie, Denise de la Fontaine de Lesches. Suo padre, discendente di una famiglia piccarda, era decaduto a causa delle guerre di religione e pertanto pensò di porre Claude de Saint-Simon sin da giovane come paggio di scuderia al servizio di Luigi XIII, sovrano del quale riuscì a carpire l'amicizia. Secondo il caustico Gédéon Tallemant des Réaux, la qualità essenziale del giovane Claude era quella di «sbavare addosso al re», ma più che altro egli lo seguì fedelmente in tutte le sue campagne militari. Claude fu per Luigi XIII anche un buon consigliere e gli suggerì di sostenere Richelieu. Nel 1627 divenne primo scudiero di Francia, poi Grand louvetier de France nel 1628 e primo gentiluomo della Camera del re. Si distinse all'Assedio di La Rochelle e ne ricevette in premio la signoria di una parte della cittadella. Nel 1630 venne nominato governatore di Blaye e dei castelli di Saint-Germain e Versailles. Infine, nel gennaio del 1635 venne elevato al rango di duca e pari di Francia sotto il titolo di "duca di Saint-Simon", ricevendo anche il cavalierato dell'Ordine dello Spirito Santo. Nel 1636, ad ogni modo, cadde in disgrazia per aver difeso il barone di Saint-Léger, suo zio.
Poco prima della sua caduta in disgrazia, Claude era un personaggio molto noto a corte e perennemente presente a tutti i suoi eventi mondani. Prese parte tre volte al Ballet du Roy ou la Vieille cour (detto anche Ballet des Triomphes) tenutosi a Parigi nel febbraio del 1635; ebbe un ruolo anche nel Ballet de la Merlaison tenutosi a Chantilly e poi a Royaumont nel marzo del 1635. Infine prese parte al Ballet des Sottises (Saint-Germain-en-Laye, gennaio 1636). Fu inoltre Claude de Rouvroy a presentare il cantante Pierre de Nyert a Luigi XIII nel 1635.
Dal 1636 al 1643 rimase in esilio a Blaye, territorio che continuò a governare e da cui ricavava le proprie rendite più sostanziose (60.000 livres annue) grazie ai suoi 8.000 ettari di terreno coltivato. Quando gli venne permesso di fare ritorno a corte, assistette alla morte di Luigi XIII, ma poi si mantenne lontano dalle questioni politiche anche se parteggiò per Anna d'Austria e Mazzarino durante la Fronda. Prese quindi residenza al castello di La Ferté-Vidame (acquisito nel 1635), villaggio dove fece ricostruire la locale chiesa a sue spese. Sposò quindi Diane Henriette de Budos il 26 settembre 1644 a Saint-Maximin non lontano da Senlis. Ella morì nel 1670 a Parigi e venne sepolta nella cattedrale di Senlis. Nel 1672, terrorizzato dall'idea di non aver ancora avuto il tanto desiderato erede maschio (dal primo matrimonio aveva avuto solo una figlia femmina), si risposò a sessantasette anni con Charlotte de L'Aubespine de Châteauneuf. Suo figlio Louis, celebre biografo, nacque quindi il 16 gennaio 1675 e venne solennemente battezzato nella cappella reale della Reggia di Versailles dal cardinale de Bouillon, con madrina la regina Maria Teresa d'Austria e per padrino re Luigi XIV il quale nutriva un grande rispetto per il Saint-Simon nella memoria dell'affetto per lui nutrito da suo padre Luigi XIII.
Claude morì a Parigi nel 1693.

## Stemma
| Image | Stemma |
| ----- | --- |
| \| \| | Claude de Rouvroy de Saint-Simon Duca di Saint-Simon, Pari di Francia, Grand Louvetier de France, Cavaliere dell'Ordine dello Spirito Santo |
|       | |